# Plaza de la Virgen
La Plaza de la Virgen è una piazza della città di Valencia che sorge sull'antico foro della Valentia romana ed è circondata da tre degli edifici più emblematici della città: la cattedrale di Valencia, la basilica della Vergine degli Abbandonati e il palazzo de la Generalitat.
La piazza ha una forma irregolare e al suo centro vi è una fontana con una figura maschile che rappresenta il fiume Turia, circondata da figure femminili più piccole che rappresentano invece i canali di irrigazione.
Durante las Fallas la piazza è il luogo scelto per l'Ofrenda, l'offerta floreale alla Vergine.